# Atos de Paulo

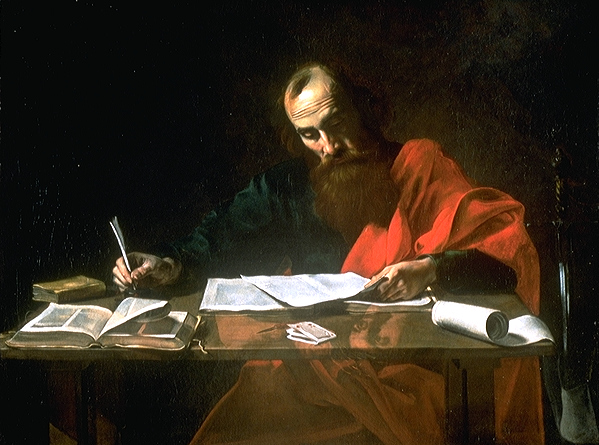
São Paulo

Atos de Paulo é um dos grandes tratados dos apócrifos do Novo Testamento, escrito provavelmente por volta de 160 dC. O texto foi considerado ortodoxo por Hipólito de Roma, mas acabou sendo decretado herético quando os maniqueístas começaram a utilizá-lo.

## O texto
A descoberta de uma cópia copta demonstrou que o texto original era composto por quatro obras:
1. Os Atos de Paulo e Tecla
2. A Epístola dos Coríntios a Paulo
3. A Terceira Epístola aos Coríntios
4. O Martírio de Paulo - sua morte nas mãos de Nero

Todas estas são consideradas frequentemente como obras separadas e costumam aparecer independentemente, embora os estudiosos concordem que elas eram todas originalmente parte dos "Atos de Paulo". Além destas quatro citadas, o restante do texto existe apenas em fragmentos dos séculos III ao V dC:
1. A cura de Hermócrates da gota
2. A luta das feras de Éfeso

## Conteúdo
Os textos formam um todo coerente e acredita-se que foram escritos por um único autor que se valeu de tradições orais ao invés de se basear em outros apócrifos ou no cânone ortodoxo. A ênfase principal do texto é na castidade e no anti-Gnosticismo. De acordo com Tertuliano, De baptimo 17:5, o autor era um presbítero da Ásia.
A Terceira Epístola aos Coríntios é parte da Bíblia armênia.